# Giro de Lombardía 1924
El Giro de Lombardía 1924 fue la 20.ª edición del Giro de Lombardía. Esta carrera ciclista organizada por La Gazzetta dello Sport se disputó el 9 de noviembre de 1924 con salida y llegada a Milán después de un recorrido de 250 km.
El ganador por segundo año consecutivo fue per el italiano Giovanni Brunero (Legnano-Pirelli) que se impuso ante sus compatriotas Costante Girardengo (Maino) y Pietro Linari (Legnano-Pirelli).
La prueba se decidió en la ascensión a Madonna del Ghisallo donde marcharon Brunero y Binda. En el tramo plano hasta la meta Brunero dejó atrás a Binda que sería atrapado por Costante Girardengo y Federico Gay que, además, le superaron en el esprint final.

## Clasificación general
| Posición | Ciclista            | Equipo                      | Tiempo     |
| -------- | ------------------- | --------------------------- | ---------- |
| 1        | Giovanni Brunero    | Legnano-Pirelli             | 8h 38' 23" |
| 2        | Costante Girardengo | Maino                       | + 7' 44"   |
| 3        | Pietro Linari       | Legnano-Pirelli             | m. t.      |
| 4        | Alfredo Binda       | La Française-Diamant-Dunlop | m. t.      |
| 5        | Ezio Cortesia       | Individual                  | + 13' 19"  |
| 6        | Gaetano Belloni     | Legnano-Pirelli             | + 18' 01"  |
| 7        | Pietro Bestetti     | Maino                       | m. t.      |
| 8        | Michele Robotti     | Individual                  | m. t.      |
| 9        | Adriano Zanaga      | Legnano-Pirelli             | m. t.      |
| 10       | Alfredo Dinale      | Individual                  | m. t.      |